# Quadriga de la Ciutadania Panhel·lènica
Quadriga de la Ciutadania Panhel·lènica (en grec, Πανελλήνιο Άρμα Πολιτών) és un partit polític grec de centreesquerra i antiausteritat.
El partit es va formar per dos exdiputats del Moviment Socialista Panhel·lènic (PASOK), Giannis Dimaràs i Vasilis Ikonomu. Tanmateix, el 20 d'octubre de 2011 Vasilis Ikonomu va decidir formar el seu propi moviment amb el nom de Ciutadans Lliures.
El 17 d'abril de 2012 va arribar a un acord de cooperació electoral amb el partit conservador i antiausteritat Grecs Independents. Giannis Dimaràs i Gavril Avramidis van ser elegits amb els Grecs Independents a les circumscripcions Atenes B i Salònica A, respectivament.